# Strobilurus esculentus
Strobilurus esculentus (Franz Xaver von Wulfen, 1781 ex Rolf Singer, 1962) sin. Collybia esculenta (Franz Xaver von Wulfen, 1781 ex Paul Kummer, 1871), din încrengătura Basidiomycota în familia Physalacriaceae și de genul Strobilurus denumit în popor bureți de prund, pestriță, sau ciobănași, este o specie de ciuperci comestibile saprofite. Ea poate fi găsită în România, Basarabia și Bucovina de Nord, crescând de obicei în mase, în păduri de conifere, parcuri și grădini, dezvoltându-se pe conuri de molid, deseori și ascunse sub strat. În regiuni mai călduroase, apariția principală este din septembrie până în mai, în regiuni montane soiul dispare cu primul ger serios și apare din nou în februarie. La umezeală destulă crește chiar peste tot anul.

## Descriere

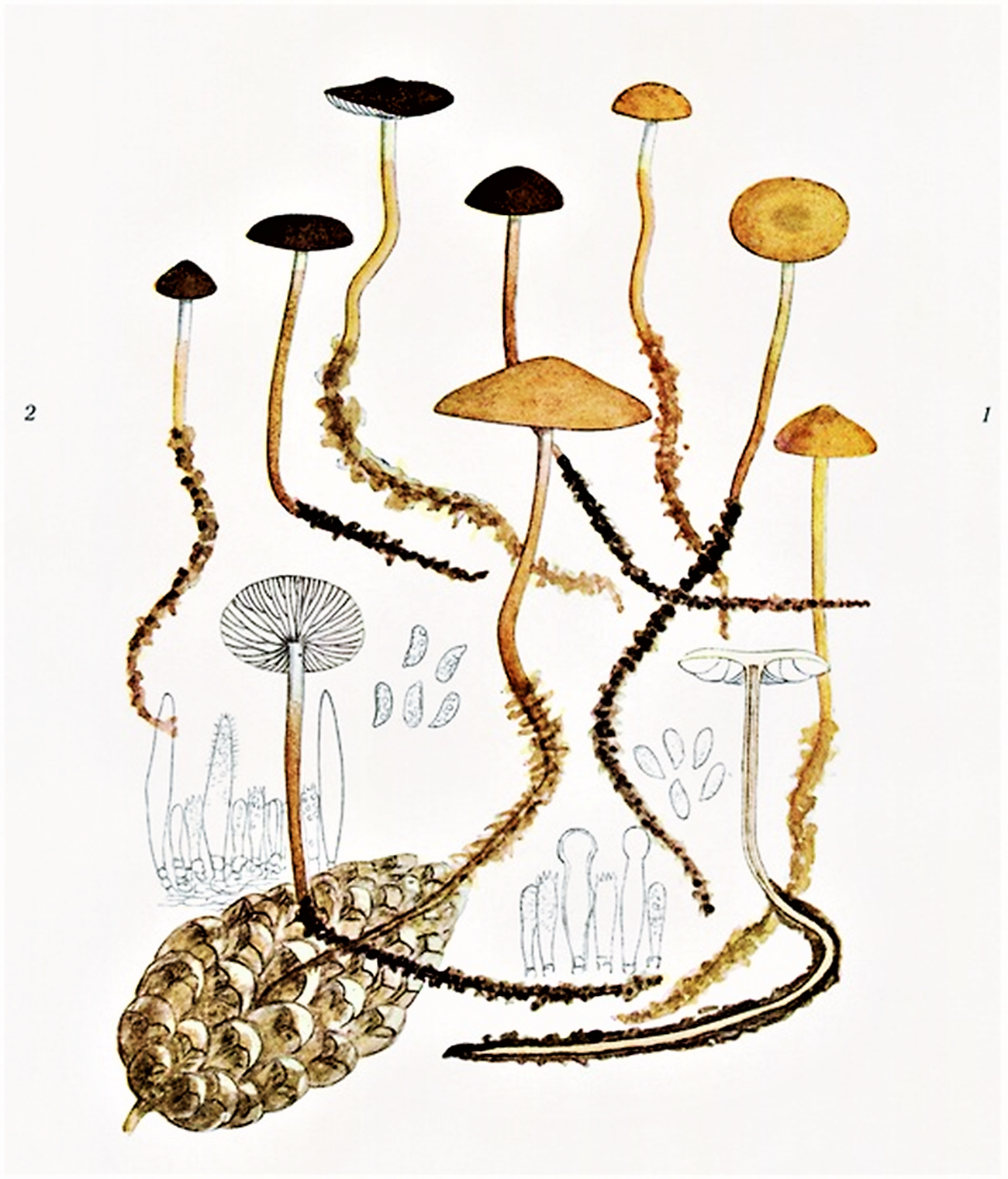
Bres.: C. esculenta și conigena

- Pălăria: are un diametru de 2-4,5) cm, este puțin cărnoasă, dur-elastică, inițial semisferică, apoi aplatizată, adesea cu un tubercul mic în centru, netedă, cu marginea aproape nestriată care adesea întrece lamelele în înălțime. Coloritul tinde de la ocru palid peste brun deschis până la maro ca ciocolata. Se pot găsi de asemenea bureți albui.
- Lamelele: stau dens, sunt elastice, destul de late, rotunjite și slab aderate la picior (aproape libere), arătând multe lameluțe intercalate Coloritul este mai întăi albicios până gri, la bătrânețe gălbui.
- Piciorul: are o înălțime de  4-7 cm și o lățime de 0,1-0,3 cm, este cilindric, subțire, fibros și dur, fără inel, gol pe interior, adesea îndoit, lucios, albicios în partea superioară, devenind spre bază tot mai maroniu. De acolo se trage o pâslă miceliană albă sau ocracee până în con.
- Carnea: este albicioasă și destul de tare, având un miros plăcut de ciuperci și un gust delicat ca de nuci, la exemplare bătrâne ceva amărui. Datorită dimensiunii mici a ciupercii, este nevoie de răbdare, pentru a colecta cantitatea necesara pentru o mâncare.
- Caracteristici microscopice: are spori elipsoidali, incrustați și hialini (translucizi), având o mărime de  6-8 x 3-4 microni. Pulberea lor este albă și apare în mase.[5][6]

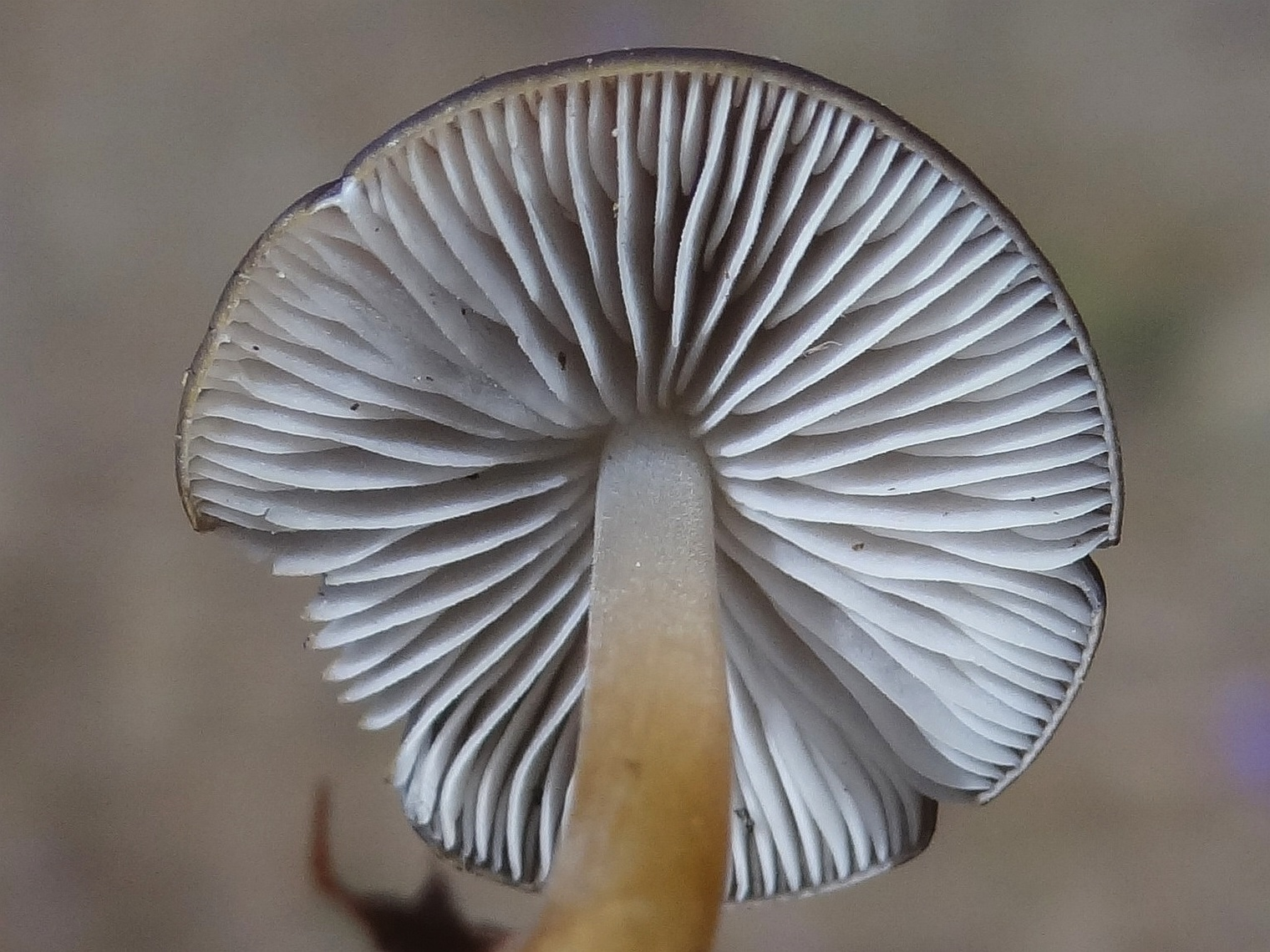
St. esculentus, lamele
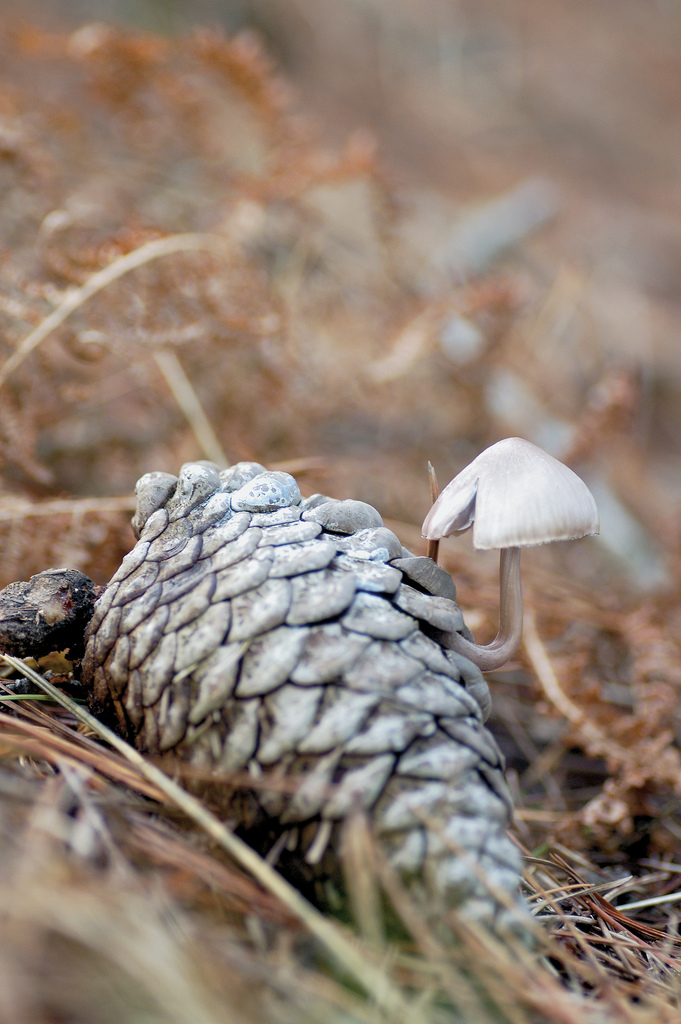
St. esculentus pe un con
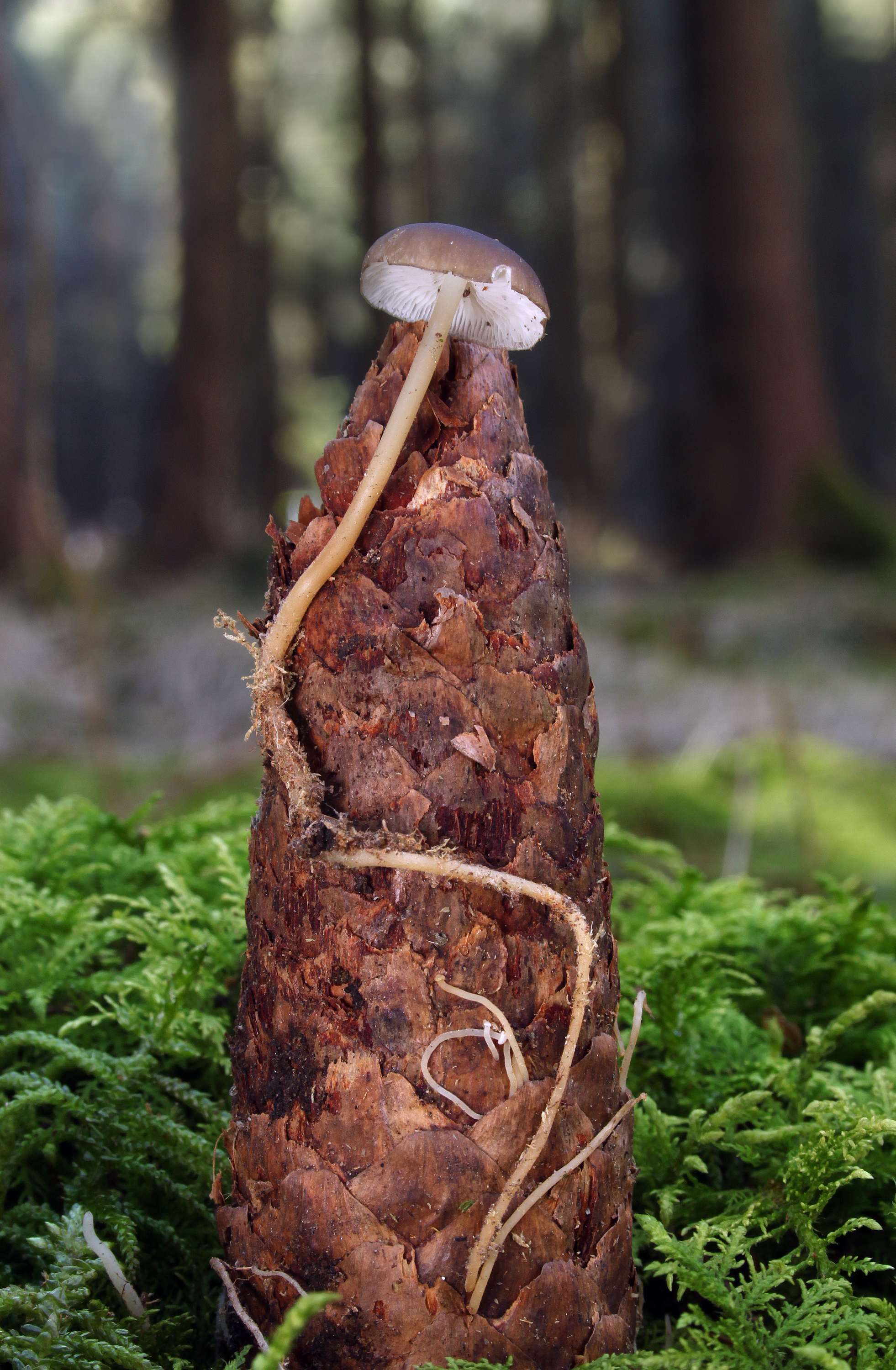
St. esculentus, pâslă miceliană
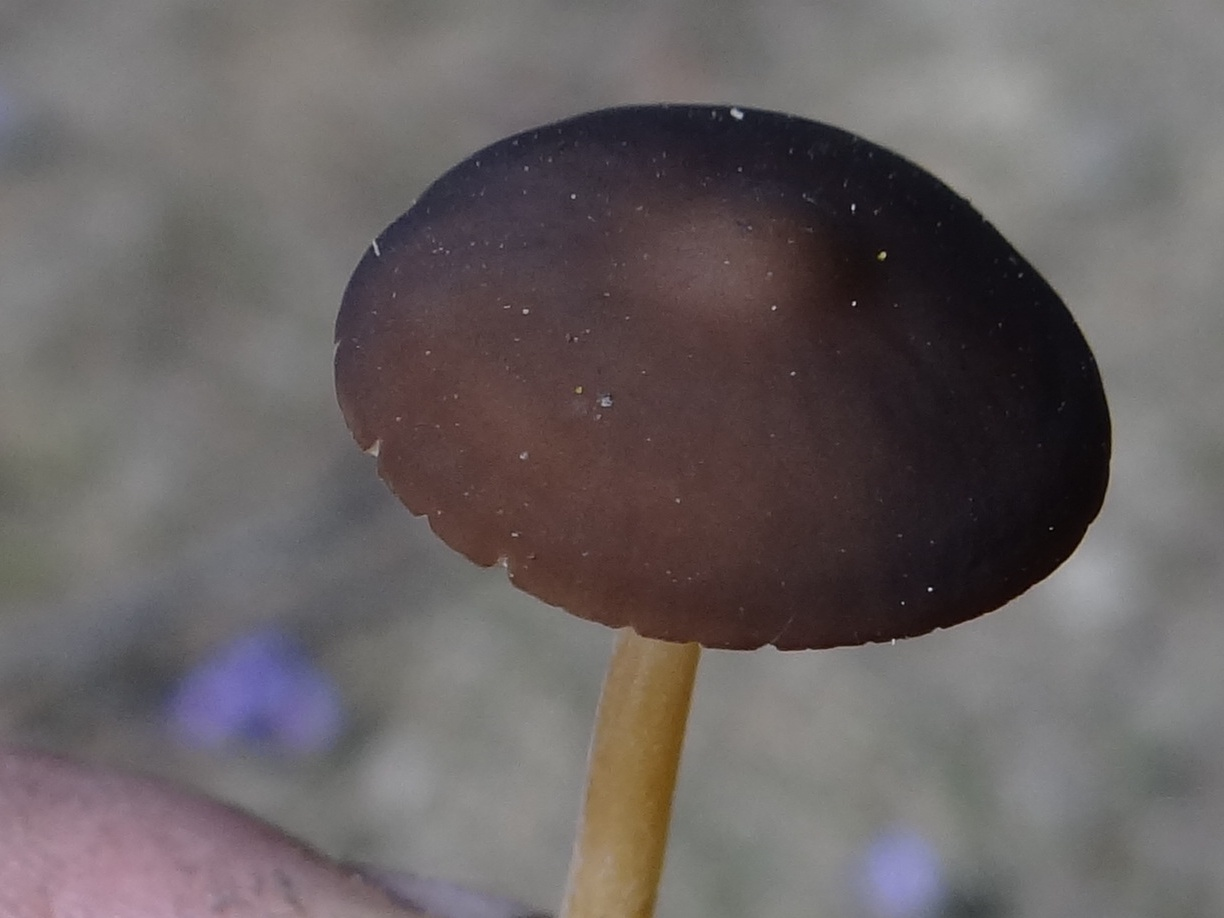
St. esculentus brun

## Confuzii
Pestrița se poate confunda cu multe alte specii saprofite care se dezvoltă pe conuri sau pe lemn în putregai, adesea ascunse sub frunze sau sol. Cele mai multe sunt comestibile, unele necomestibile din cauza mirosului sau gustului neplăcut. Soiuri asemănătoare sunt, pe lângă gemenul buretelui Baeospora myosura sin. Collybia conigena de asemenea comestibil (foarte asemănător, crește pe conuri de pin și brad), de exemplu: Mycena haematopoda, necomestibil (se dezvoltă numai pe lemn mort, difundă un suc roșu de sânge după tăiere), Mycena metata, necomestibil (diametru de max. 2,5 cm, se dezvoltă pe conuri de conifere și, mai rar, pe lemn mort, miros particular, neplăcut), Mycena strobilicola, necomestibil (lamele dense, cuticulă de culoare mai închisă, miros de clor), Strobilurus albipilatus, fără valoare (pălărie gri-albuie cu fibre radiale) Strobilurus conigenoides, comestibil, dar foarte mic, (pălărie ușor striată, cuticulă albă până gălbuie, miros de ciuiperci), Strobilurus diminutivus, comestibil (pălărie cu fibre radiale, cuticulă cu tonuri roz-portocalii, nu se dezvoltă în Europa), Strobilurus stephanocystis, comestibil (mai mic cu un diametru al pălăriei de max. 2,5 cm, carne albă, miros și gust plăcut), Strobilurus trullisatus, necomestibil (pălărie și lamele albe, miros intruziv de pământ, gust amar-astringent) sau Strobilurus tenacellus sin.Pseudohiatula tenacella, comestibilitate limitată (se dezvoltă pe conuri de jneapăn, pin negru sau pin de pădure, foarte rar pe cele de molid, cu vârsta gust amar din ce în ce mai puternic).

## Specii asemănătoare

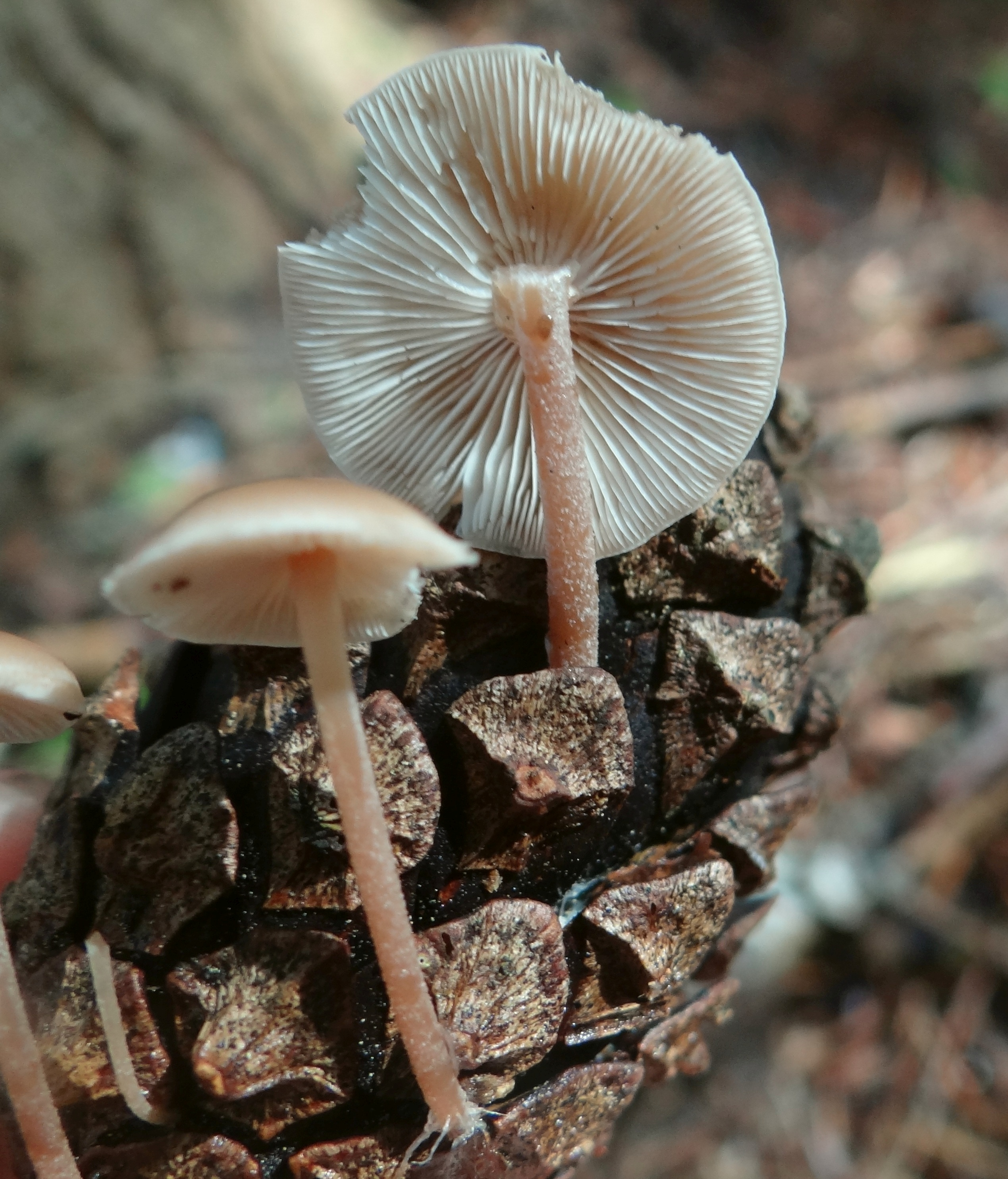
Baeospora myosura sin. Collybia conigena
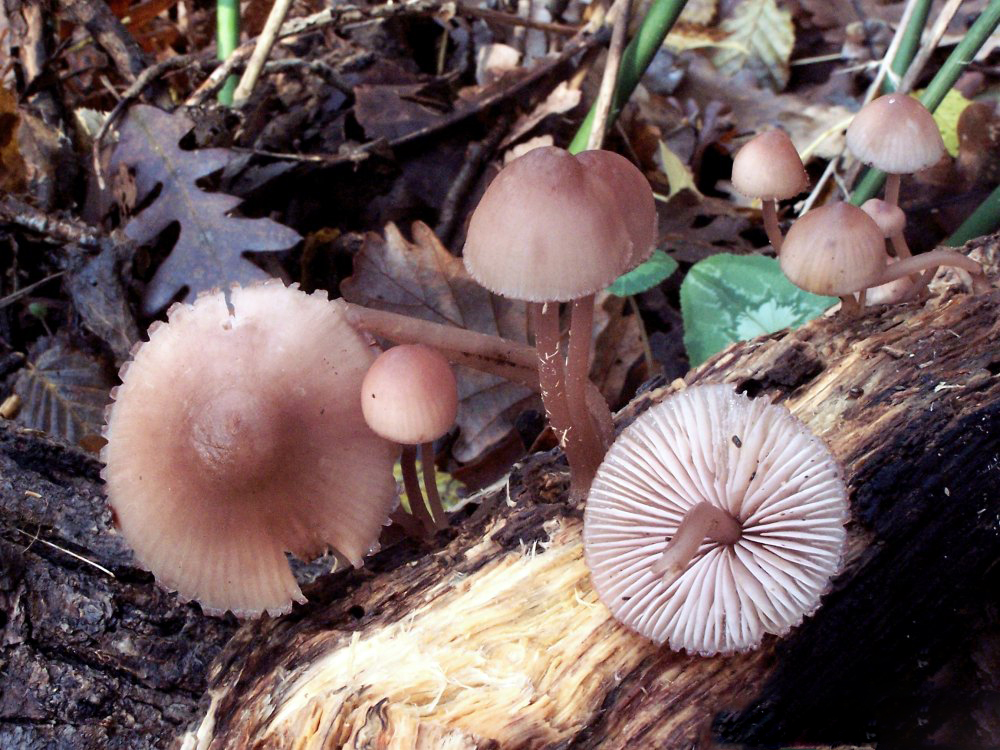
Mycena haematopoda
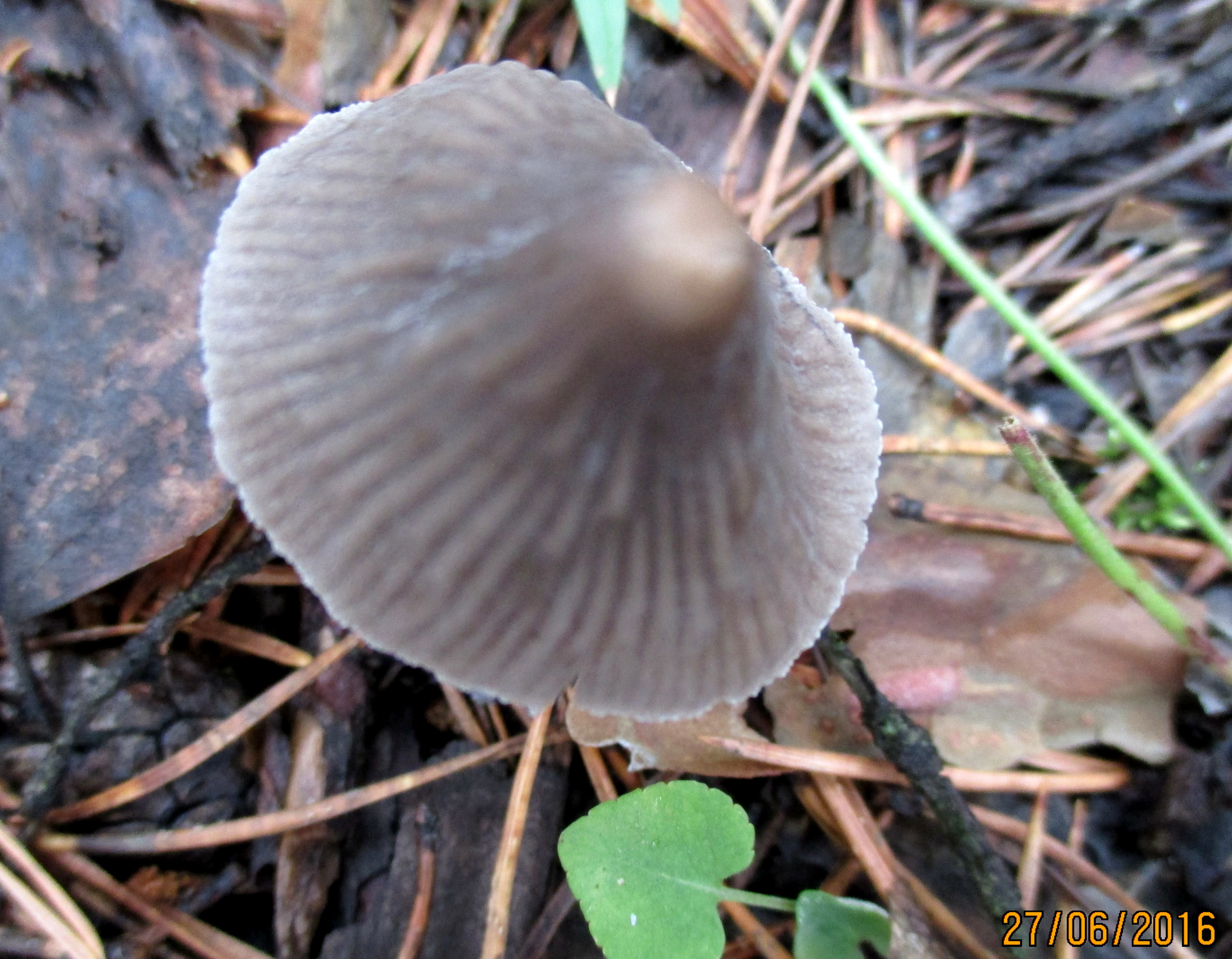
Mycena metata
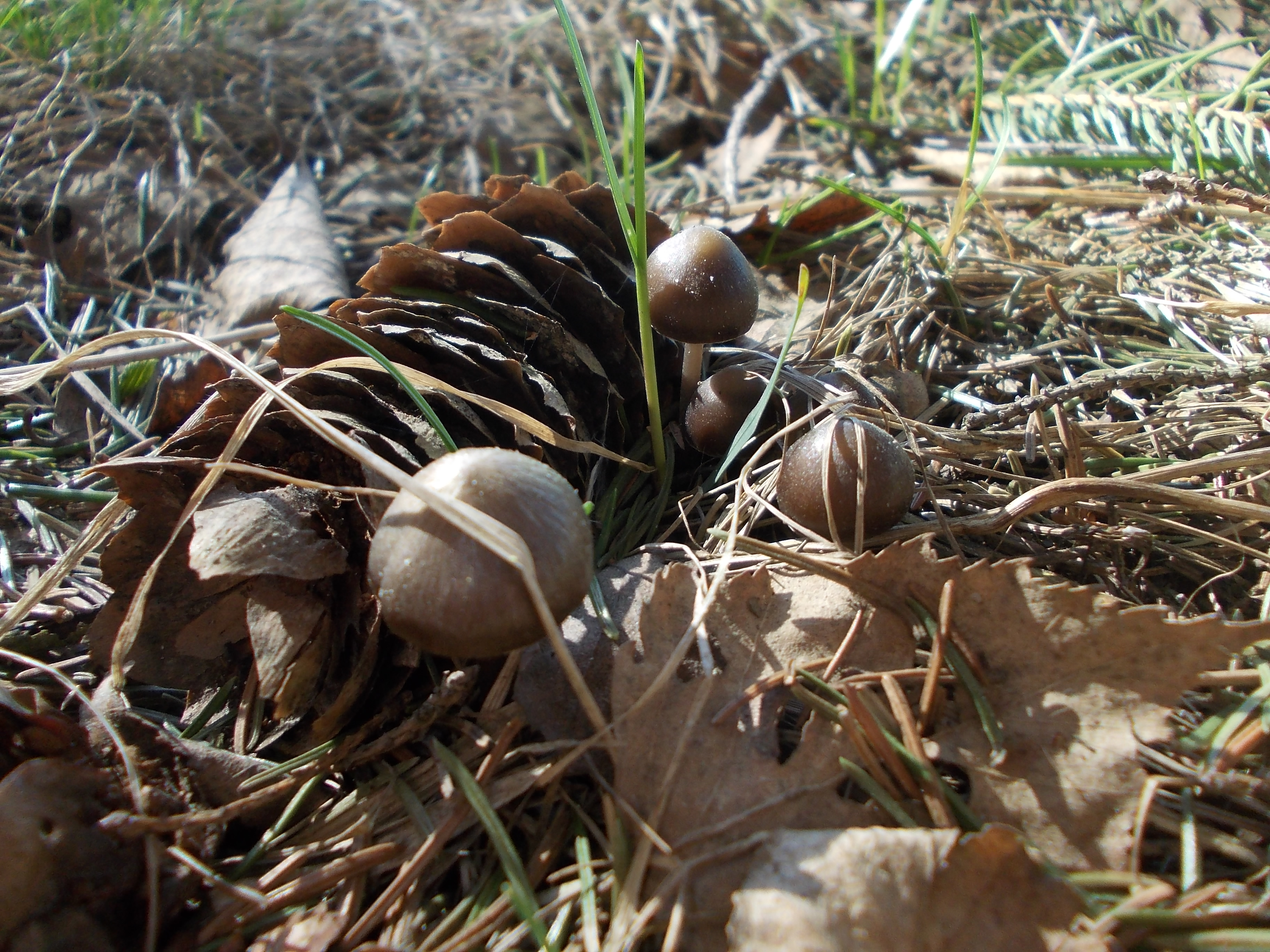
Mycena strobilicola
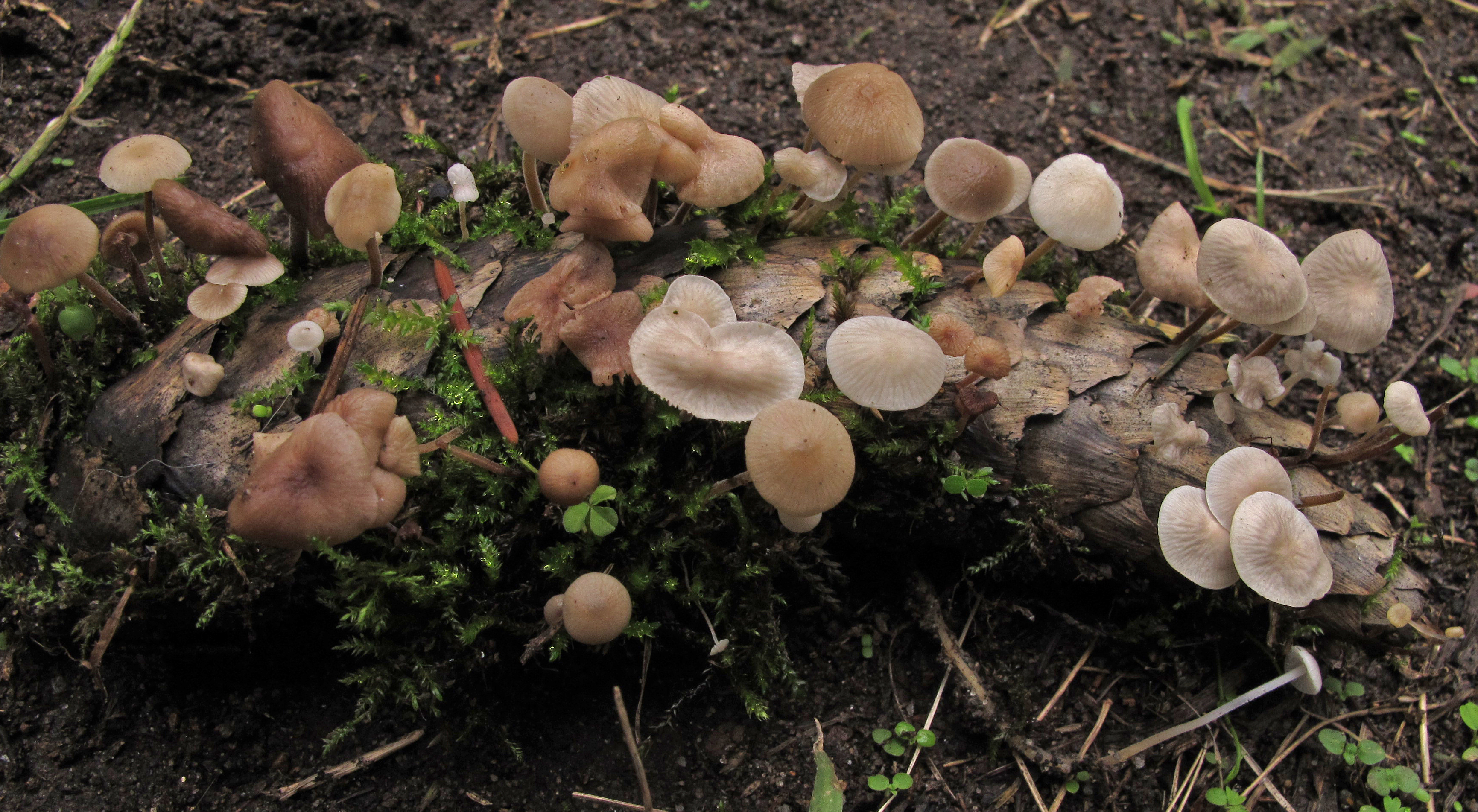
Strobilurus albipilatus
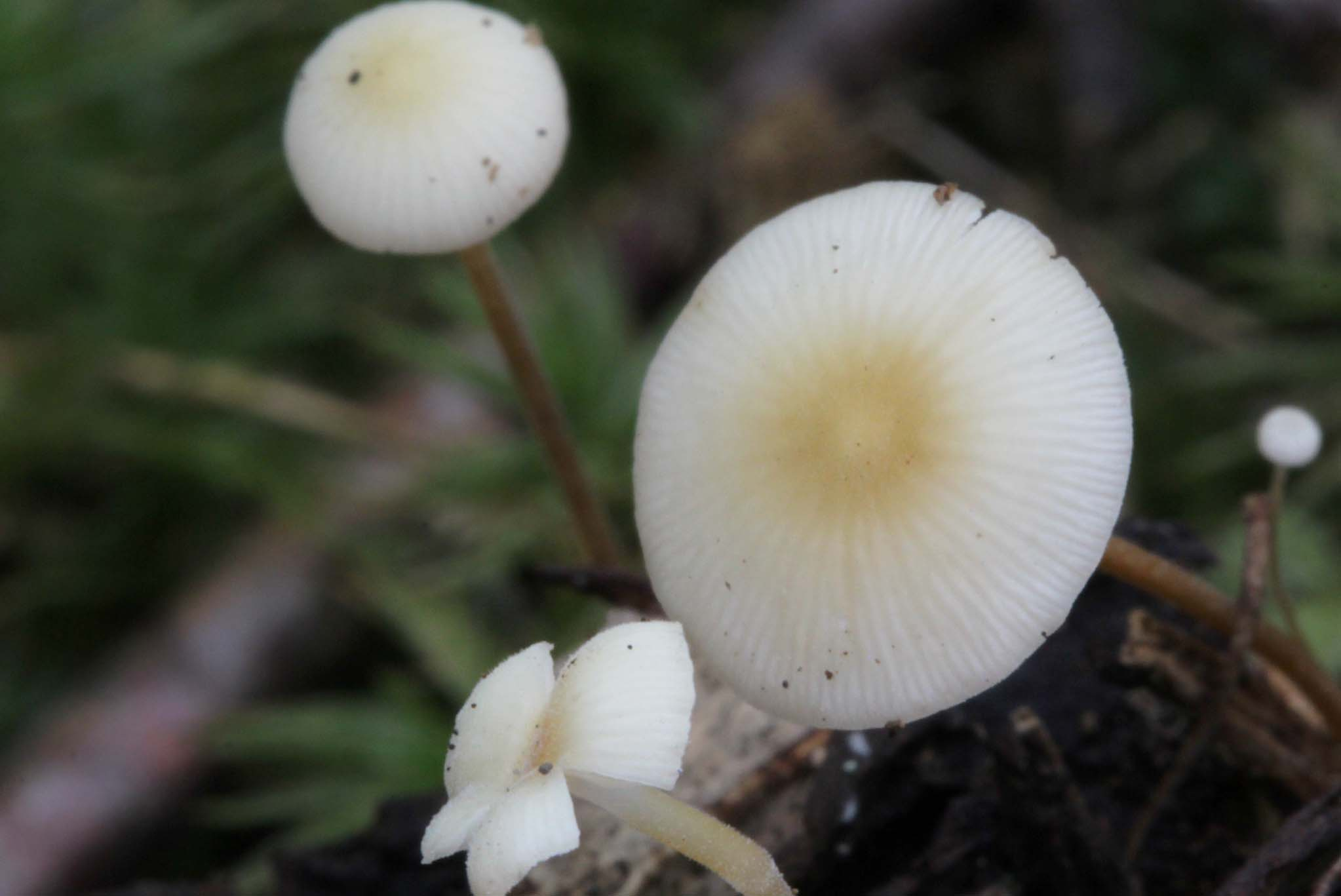
Strobilurus conigenoides
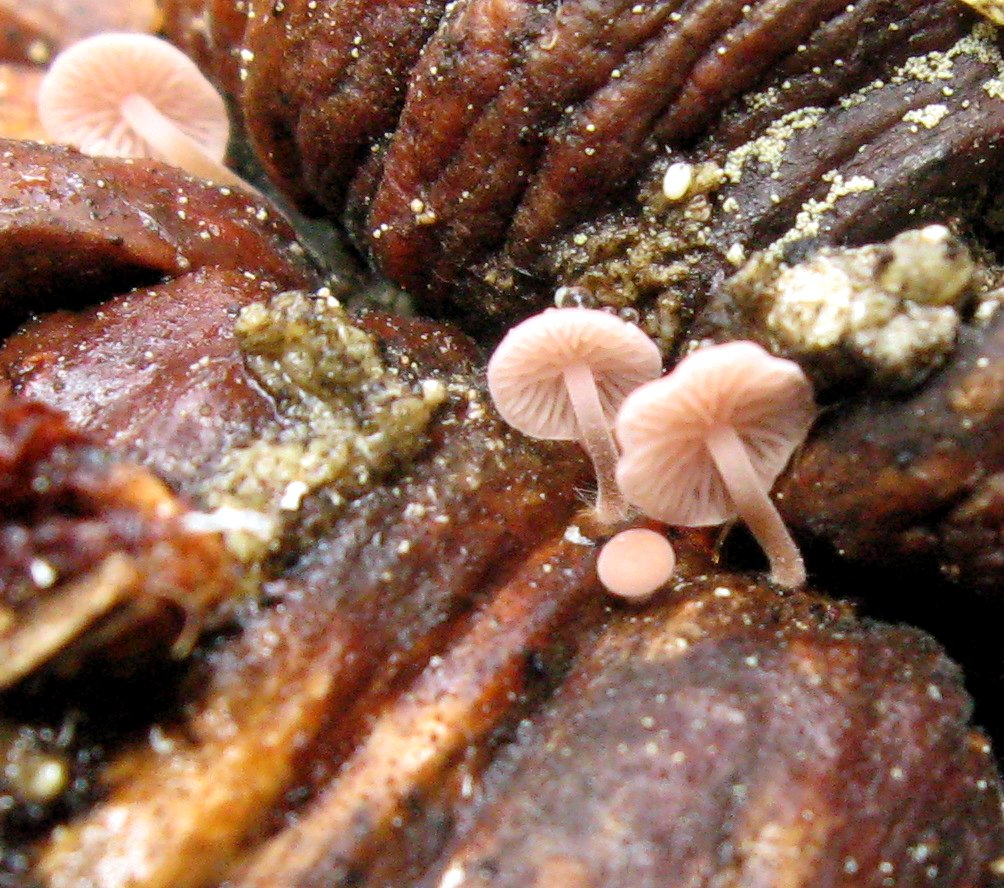
Strobilurus diminutivus
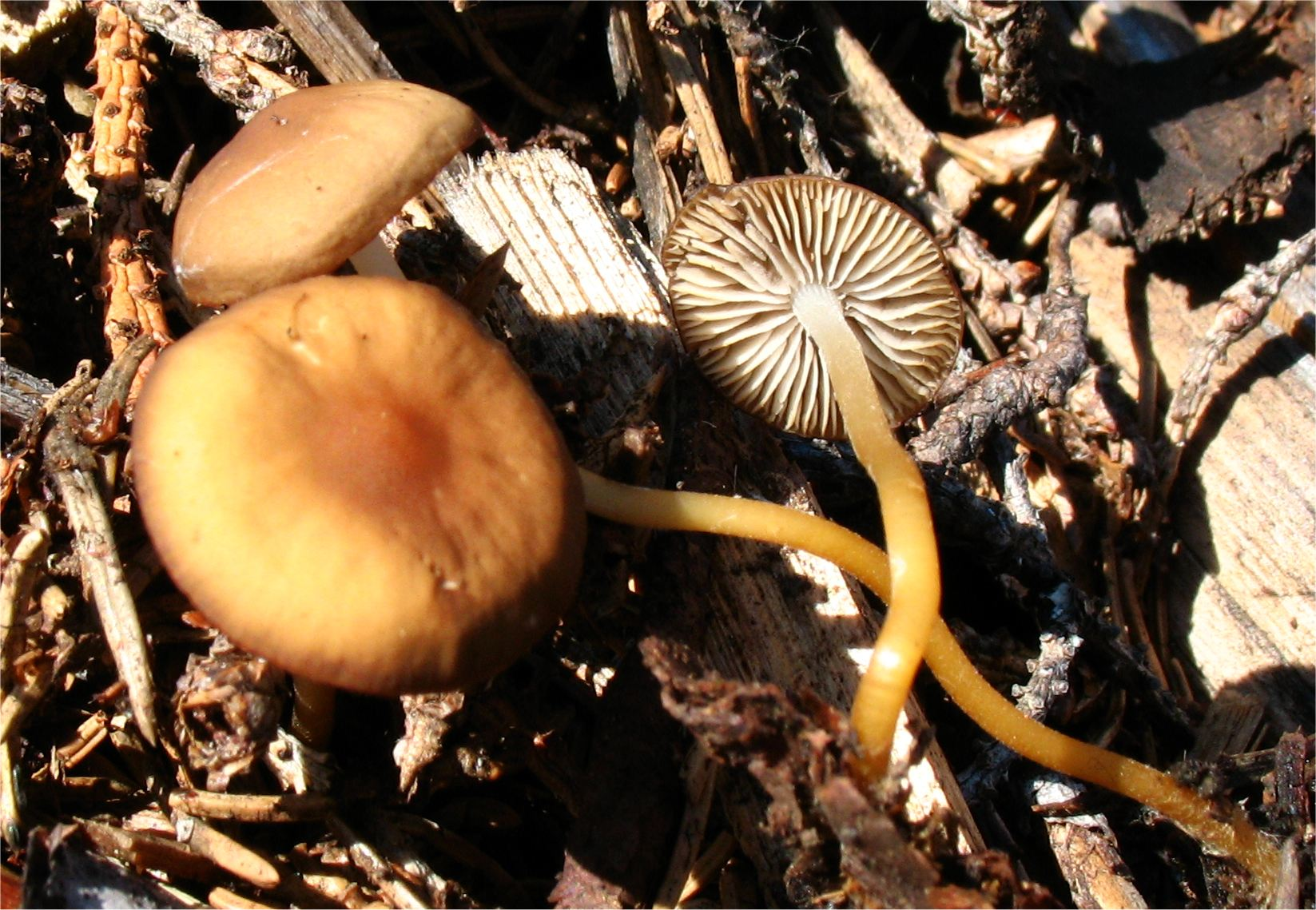
Strobilurus stephanocystis
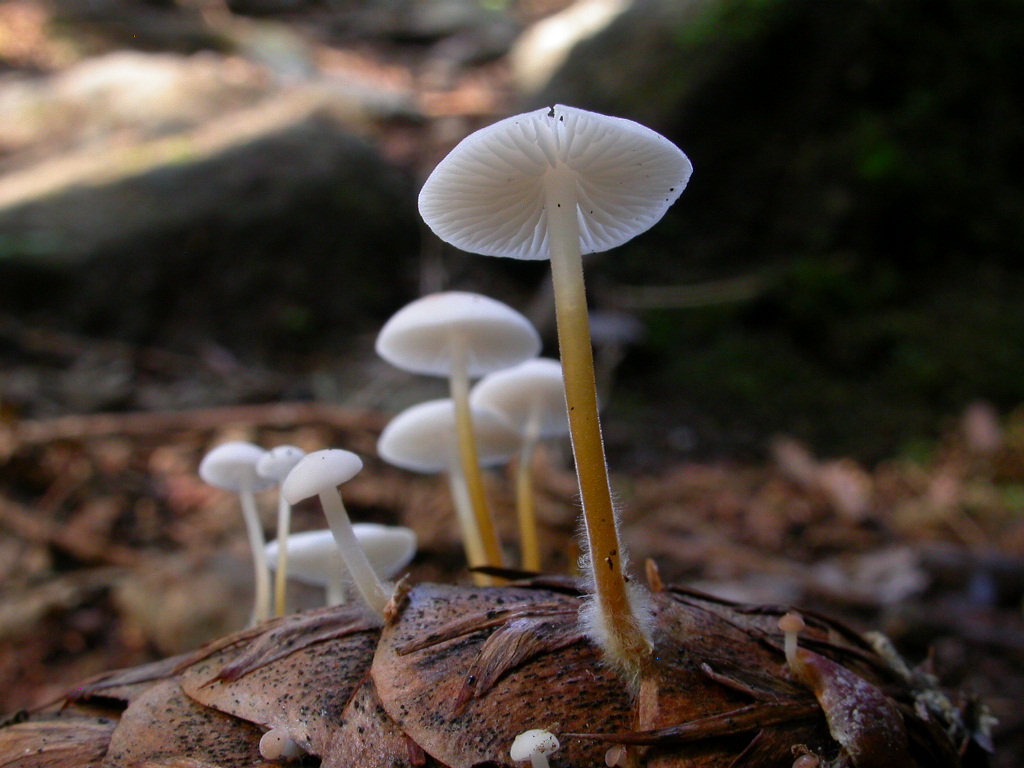
Strobilurus trullisatus
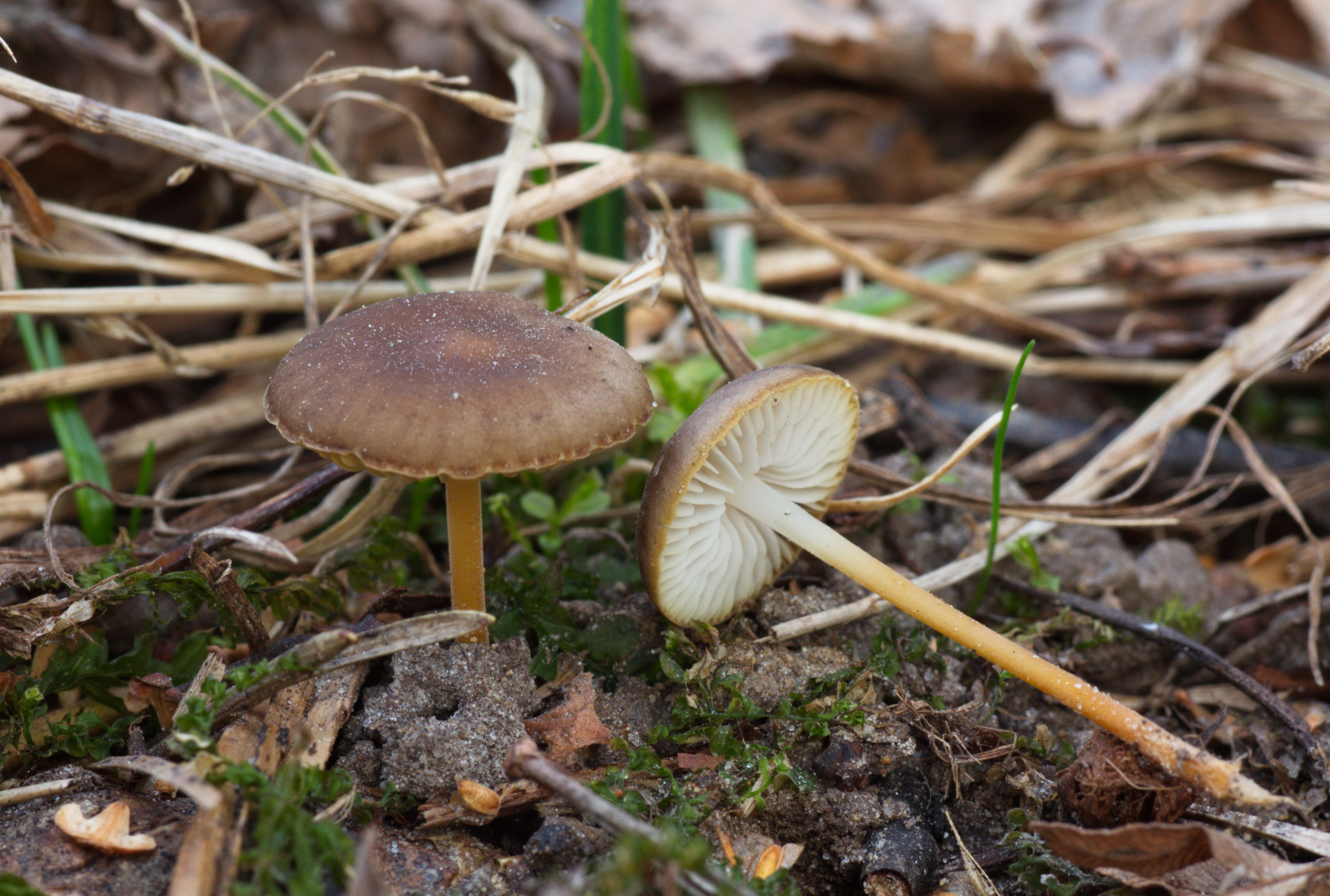
Strobilurus tenacellus

## Valorificare
Bureții tineri și proaspeți sunt foarte savuroși, dar culesul durează. Ei pot fi pregătiți ca Flammulina velutipes  (piciorul de catifea). Piciorul dur nu se folosește. Uscarea nu se recomandă, ciupercile fiind pentru această procedură prea mici.

## Bibiliografie
- Bruno Cetto: „Der große Pilzführer”/„I funghi dal vero”, vol. 1,2,4,6,7 (vezi sub note)
- (Marcel) Bon: „Pareys Buch der Pilze”, Editura Kosmos, Halberstadt 2012, ISBN 978-3-440-13447-4
- Rose Marie și Sabine Maria Dähncke: „700 Pilze in Farbfotos”, Editura AT Verlag, Aarau - Stuttgart 1979 și 1980, ISBN 3-85502-0450
- Jean-Louis Lamaison & Jean-Marie Polese: „Der große Pilzatlas“, Editura Tandem Verlag GmbH, Potsdam 2012, ISBN 978-3-8427-0483-1
- Hans E. Laux: „Der große Pilzführer, Editura Kosmos, Halberstadt 2001, ISBN 978-3-440-14530-2
- Till E. Lohmeyer & Ute Künkele: „Pilze – bestimmen und sammeln”, Editura Parragon Books Ltd., Bath 2014, ISBN 978-1-4454-8404-4
- Meinhard Michael Moser: „Röhrlinge und Blätterpilze - Kleine Kryptogamenflora Mitteleuropas”, ediția a 5-ea, vol. 2, Editura Gustav Fischer, Stuttgart 1983